# Bud Engdahl
Warner Walmar Engdahl, detto Bud (2 luglio 1918 – Aitkin, 11 maggio 1985), è stato un cestista statunitense, professionista nella NBL.

## Carriera
Giocò per tre stagioni nella NBL, disputando complessivamente 41 partite con 1,7 punti di media.

## Palmarès
- Campione NBL (1942)